# 1952 en Israël
Chronologie d'Israël (en)
- 1948
- 1949
- 1950
- 1951
- 1952
- 1953
- 1954
- 1955
- 1956

Cette page concerne les évènements survenus en 1952 en Israël  :

## Évènement
- Signature de l'accord de réparations entre l'Allemagne fédérale et Israël
- Poursuite de l'opération Ezra et Néhémie.
- 6 janvier : Raid sur Beit Jala (en)
- 8 décembre : Élection présidentielle

## Sport
- Saison de football israélien 1951-1952 (en)
- Saison de football israélien 1952-1953 (en)

## Culture
- Sortie du film The Faithful City.

## Création
- Avdon (en)
- Bareket (en)
- Be'erot Yitzhak
- Beitar Lod F.C. (en)

## Dissolution - Fermeture
- Brit Poalei Eretz Yisrael Haifa F.C. (en)
- Brit Poalei Eretz Yisrael Nazareth F.C. (en)
- Hapoel HaNamal Haifa F.C. (en)